# Adolphe Niel
Pour les articles homonymes, voir Niel.
Adolphe Niel, né le 4 octobre 1802 à Muret domaine de Brioudes en Haute-Garonne et mort le 13 août 1869 à Paris, est un maréchal de France, également ministre de la Guerre et homme politique, proche de l'empereur Napoléon III. 
Sorti de polytechnique en 1823, il est officier du génie en 1825. Capitaine en 1829, il participe au siège de Constantine en Algérie en 1837. Il dirige ensuite les fortifications de Saint-Denis de 1840 à 1846. Colonel en 1846, durant le siège de Rome en 1849, il conduit les travaux du siège de la ville. En 1852, il entre au Conseil d'État. Général de division en 1853, aide de camp de l'empereur Napoléon III de 1855 à 1860,  il commande en 1855 le génie de l'armée d'Orient durant la guerre de Crimée et assure la direction technique du siège de Sébastopol. Durant la campagne d'Italie en 1859, il s'illustre lors des batailles de Magenta et de Solferino. Fait Maréchal de France en mai 1859, il devient ministre de la Guerre en 1867 et crée la garde nationale mobile en 1868.

## Biographie

### Famille
Adolphe Jean Casimir Niel naît le 12 vendémiaire de l'an XI dans une famille bourgeoise dont on trouve l'établissement dans le comté de Comminges depuis le XVIIe siècle. Son père Joseph Niel est avocat au parlement de Toulouse. 
En 1843, il épouse à Paris, à l'église Saint-Laurent, la fille d'un receveur des douanes, Clémence Maillères. De cette union naîtront deux enfants : Léopold, marié à Marthe Clary, dont postérité et Amélie, mariée au général Gaston Duhesme.

### Formation
Il est admis en 1821 à l'École polytechnique dont il sort en 1823 classé 16e sur 64. La même année il intègre l'école d'application de Metz dont il sort major en 1825.

### Siège de Constantine (1837) en Algérie
Nommé lieutenant en 1827, Niel est promu capitaine en 1835. Il s'embarque en 1836 pour l'Algérie en tant qu'attaché à l'état-major du génie du corps expéditionnaire contre Constantine. Le jeune officier se distingue lors de la prise de cette ville en octobre 1837, ce qui lui vaut les félicitations du ministre de la Guerre après le rapport que fait le général en chef Valée le 26 octobre 1837 et d'être fait chevalier de la Légion d'honneur.

### Expédition de Rome (1849)
Niel est nommé au grade de colonel en 1846 et participe derrière le général Oudinot à l'expédition italienne de 1849 avec le titre de chef d'état-major du génie pour la campagne de Rome. C'est à lui que revient l'honneur de porter les clés de Rome au pape réfugié à Gaète. Il est promu général de brigade quelques mois plus-tard.

### Guerre de Crimée (1854-1855)
Il est général de division en 1853. En 1854, il est commandant en second de l'escadre qui s'empare de la place forte de Bomarsund lors de l'expédition de Baraguey d'Hilliers en mer Baltique. Niel est nommé aide de camp de Napoléon III à son retour en 1855. Envoyé par la suite en Crimée, il dirige l'investissement de Sébastopol (1854-1855). Cette mission lui vaut d'être nommé commandant en chef du génie de l'armée d'Orient. À la suite de la prise de Sébastopol, il est élevé à la dignité de grand-croix de la Légion d'honneur.

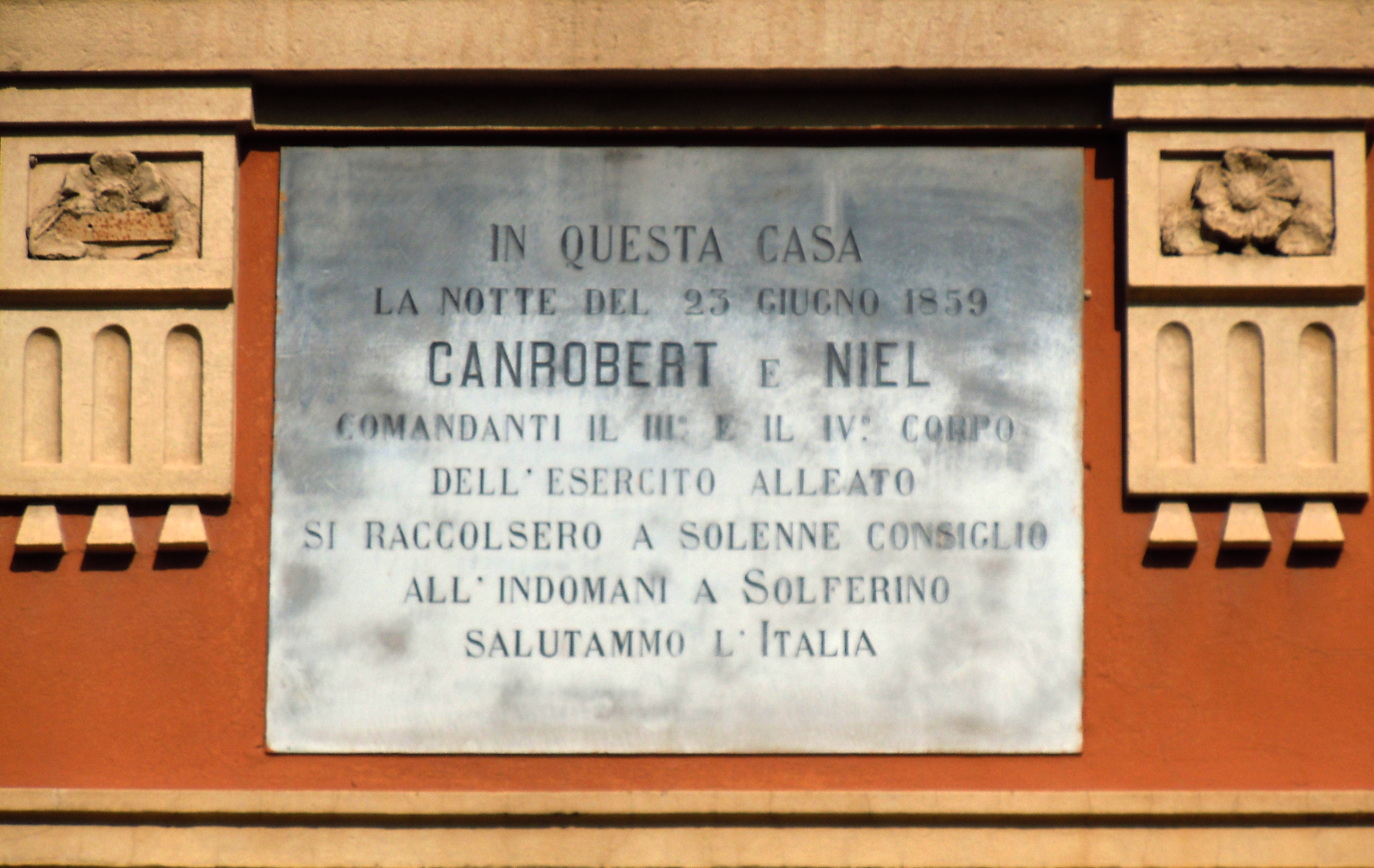
Carpenedolo, plaque à la mémoire des maréchaux Canrobert et Niel.

### Sénateur du Second Empire
Il est nommé sénateur par l'Empereur en juin 1857.

### Campagne d'Italie (1859)
Durant la campagne d'Italie, pendant laquelle il commande le 4e corps, il se distingue à la bataille de Magenta en juin 1859 comme à celle de Solférino. En récompense de ses mérites d'homme de guerre et de ses talents de stratège, Napoléon III l'élève à la dignité de maréchal de France en mai 1859 puis le décore de la médaille militaire en juillet.

### Ministre de la Guerre (1867-1869)
En janvier 1867, il succède au maréchal Jacques Louis Randon comme ministre de la Guerre. Il entreprend une réforme de l'armée en vue de la moderniser malgré des oppositions : c'est la loi Niel, mais il meurt avant de l'avoir achevée. Il institue notamment la garde mobile, mise sur pied par la loi du 1er février 1868. Il dote par ailleurs les fantassins de l'excellent fusil Chassepot.
Il meurt à Paris en août 1869, des suites d'une intervention chirurgicale rendue nécessaire par l’aggravation de la maladie de la pierre dont il était atteint tout comme l'était l'Empereur. Les funérailles ont lieu à l'église des Invalides. Le char funèbre, attelé de six chevaux conduits par six palefreniers en grande livrée, traverse Paris pour se rendre du ministère de la Guerre aux Invalides. Le maréchal Niel repose avec d'autres membres de sa famille dans une chapelle du cimetière de Muret.
Le maréchal Niel était surnommé « le Poliorcète ».

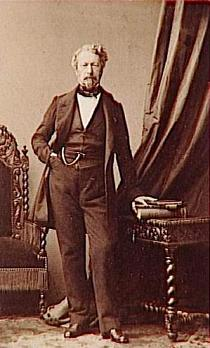
Adolphe Niel

Il est également président du conseil général de la Haute-Garonne.

## Décorations

### Décorations françaises

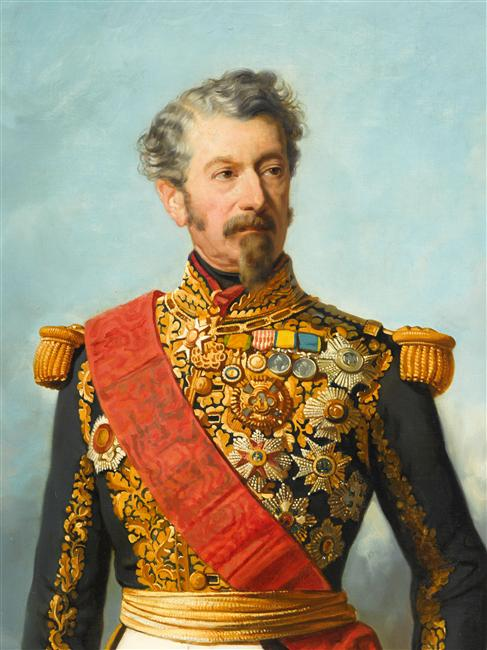
Adolphe Niel, maréchal de France. Détail du portrait de Charles-Philippe Larivière (1798–1876), 1860.

| Médaille militaire                                                      | Grand-croix de la Légion d'honneur          | Médaille commémorative de la campagne d'Italie (1859)              | Chevalier commandeur de l'ordre du Bain                             |
| Médaille de la Baltique                                                 | Médaille commémorative de Crimée            | Chevalier de l'Ordre Suprême de la Très Sainte Annonciade (Savoie) | Chevalier de la Grand'croix de l'ordre des Saints-Maurice-et-Lazare |
| Commandeur de l'ordre royal et militaire de Saint-Georges de la Réunion | Commandeur-Grand'croix de l'ordre de l'Épée | Chevalier de la grand'croix de l'ordre de Frédéric                 | Grand-croix de l'ordre de Saint-Grégoire-le-Grand                   |
| Chevalier de 2e classe de l'ordre du Médjidié                           |                                             |                                                                    |                                                                     |

- Médaille militaire (4 juillet 1859)
- Grand-croix de la Légion d'honneur (22 septembre 1855) [7]
  - Grand officier (28 août 1854)
  - Commandeur (10 mai 1852)
  - Officier (17 avril 1845)
  - Chevalier (21 octobre 1837)[8]

- Médaille d'Italie (18 octobre 1859).

### Décorations étrangères
La principale source utilisée pour l'établissement des décorations obtenues par le maréchal Niel provient d'une annexe intitulée : Essai de biographie phaléristique du maréchal Niel de la thèse Adolphe Niel (1802-1869). Maréchal de France et Ministre de la Guerre : « Contre l’illusion d’une France qui gagne », Stéphane Faudais, citée en bibliographie. Ces décorations sont visibles sur les clichés de Disderi et Crémière.
 Royaume-Uni de Grande-Bretagne et d'Irlande
- Chevalier commandeur de l'ordre du Bain (le 3 janvier 1856) ;
- Médaille de la Baltique (le 23 avril 1857) ;
- Médaille commémorative de Crimée (le 2 mai 1857) ;

 Royaume de Sardaigne puis  Royaume d'Italie
- Grand-croix de l'ordre des Saints-Maurice-et-Lazare (29 août 1856) ;
- Chevalier de l'ordre de l'Annonciade (5 août 1859) ;
- Grand-croix de l'ordre militaire de Savoie (en 1859);

 Royaume des Deux-Siciles
- Chevalier (le 25 juillet 1849) de l'ordre royal et militaire de Saint-Georges de la Réunion (it)[9] ;

 Suède-Norvège
- Commandeur-grand'croix de l'ordre de l'Épée (le 14 décembre 1858) ;
- Chevalier de l'ordre des Séraphins (le 3 septembre 1867) ;

 Royaume de Wurtemberg
- Chevalier - grand'croix de l'ordre de Frédéric (le 16 mai 1856) ;

 Empire d'Autriche
- Grand-croix de l'ordre de Saint-Étienne de Hongrie (1867);

 États pontificaux
- Médaille du siège de Rome (1849);
- Commandeur (le 4 juillet 1849), puis grand-croix (le 14 novembre 1854) de l'ordre de Saint-Grégoire-le-Grand;

 Empire ottoman
- Chevalier de 2e classe de l'ordre du Médjidié (le 17-27 mars 1856) ;
- Chevalier 1re classe de l'ordre de l'Osmanié (en 1867);

 Portugal
- Grand-croix de l'ordre de la Tour et de l'Épée (le 21 novembre 1867).

## Armoiries
| Image | Blasonnement |
| ----- | --- |
|       | Armes de la famille Niel D'azur, à un L d'or, surmonté d'un nid renfermant trois oiseaux d'argent. Armes parlantes (Nid+L = Niel.). |

## Citation
- « Dans l'armée pour réussir il faut deux de ces trois choses: du savoir, du savoir-faire, du savoir-vivre »[11].

## Hommages

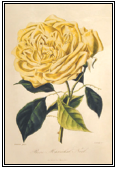
Rose 'Maréchal Niel.

- À Muret, l'on trouve une statue du maréchal Niel sur les allées du même nom ; ainsi que plusieurs salles qui lui sont consacrées dans le musée Clément-Ader et des grands hommes ;
- à Toulouse, le palais Niel, la caserne Niel et la rue du Maréchal Niel ; à Paris, dans le 17e arrondissement, l'avenue Niel ; à Clermont-Ferrand, la rue Niel ;
- Une rose jaune obtenue en 1864 porte le nom de 'Maréchal Niel'.